# 332 (số)
332 (ba trăm ba mươi hai) là một số tự nhiên ngay sau 331 và ngay trước 333.